# تپه قلعه یزدگرد
تپه قلعه یزدگرد در شهرستان بروجرد، بخش اشترینان، روستای بیاتان واقع شده و این اثر در تاریخ ۲۳ شهریور ۱۳۸۲ با شمارهٔ ثبت ۹۹۷۸ به‌عنوان یکی از آثار ملی ایران به ثبت رسیده است.